# حقل هضبة الحجرة
حقل هضبة الحجرة هو حقل للغاز يقع في منطقة الجوف في المملكة العربية السعودية. أعلن وزير الطاقة السعودي الأمير عبد العزيز بن سلمان عن اكتشاف الحقل في 30 أغسطس 2020.

## الموقع
يقع الحقل في هضبة الحجرة، في منطقة الجوف، والتي تقع على ارتفاع 502 م عن سطح البحر.

## الإنتاج
أوضح وزير الطاقة السعودي الأمير عبد العزيز بن سلمان في تصريح لوكالة الأنباء السعودية، أن «الغاز الغني بالمُكَثَّفَات تدفق من مكمن الصَّارة بحقل هضبة الحجَرَة، شرق مدينة سكاكا، بمعدل 16 مليون قدم مكعبة قياسية في اليوم، مصحوباً بنحو 1944 برميلاً من المُكَثَّفَات.».